# Jacques Georges Pottier
Jacques Georges Pottier (Jacques Pottier) ( 1892- 1990) fue un botánico y briólogo francés.
Desarrolló y patentó  (enlace roto disponible en Internet Archive; véase el historial, la primera versión y la última). un desecador de material verde con aire muy frío.

## Algunas publicaciones
- 1921 Estudios sobre el desarrollo de las hojas de los musgos. The Bryologist, Vol. 24, N.º 5 (sep 1921), pp. 78-80

- 1933 Contribution a l'etude du developpement de la racine de la tige et de lafeuille des phanerogames angiospermes les monocotyledones marines mediterraneennes Ruppia maritima L., Cymodocea nodosa (Ucria) Ascherson et Posiodonia oceanica (L.) Delilede la famille des Potamogetonacees. Besancon 1934. 125 pp. 52 planchas.

- La abreviatura «Pottier» se emplea para indicar a Jacques Georges Pottier como autoridad en la descripción y clasificación científica de los vegetales.[1]